# Trompetenbäume
Die Trompetenbäume (Catalpa) stellen eine Pflanzengattung innerhalb der Familie der Trompetenbaumgewächse (Bignoniaceae) dar. 
Der deutsche Name bezieht sich auf die Blütenform. Aufgrund der länglichen Kapselfrüchte werden sie umgangssprachlich auch Zigarren- oder Bohnenbaum genannt. In den gemäßigten Gebieten der Welt werden die Sorten einiger Arten und Hybriden der dekorativen Bäume als Ziergehölze in Parks verwendet.

## Beschreibung

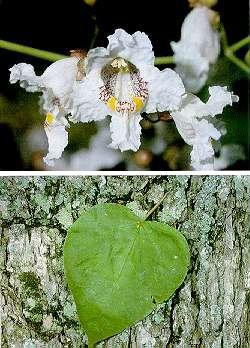
Sektion Catalpa:Catalpa speciosa: Blüte oben, Blatt sowie Borke unten

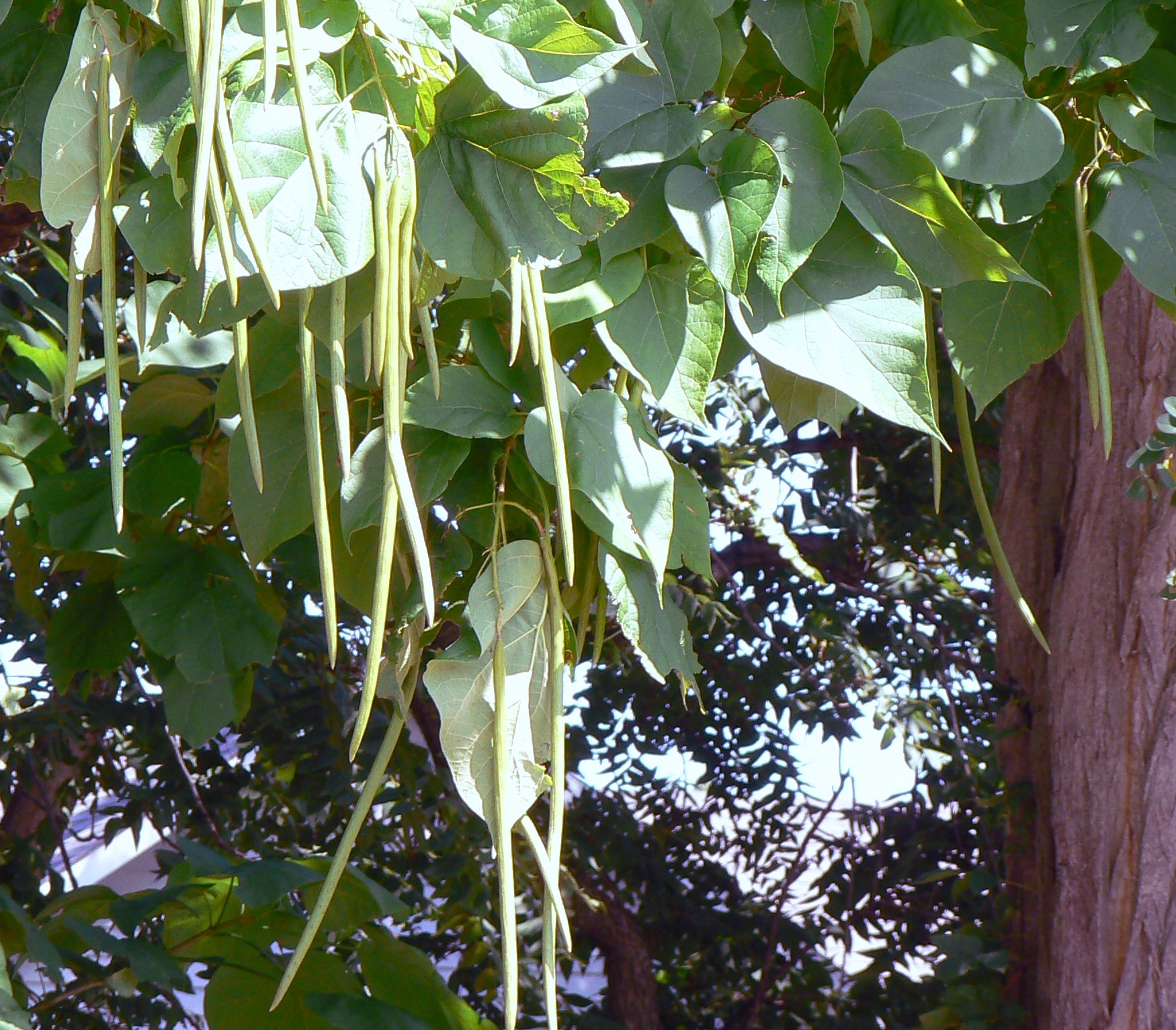
Hängende Früchte von Catalpa speciosa

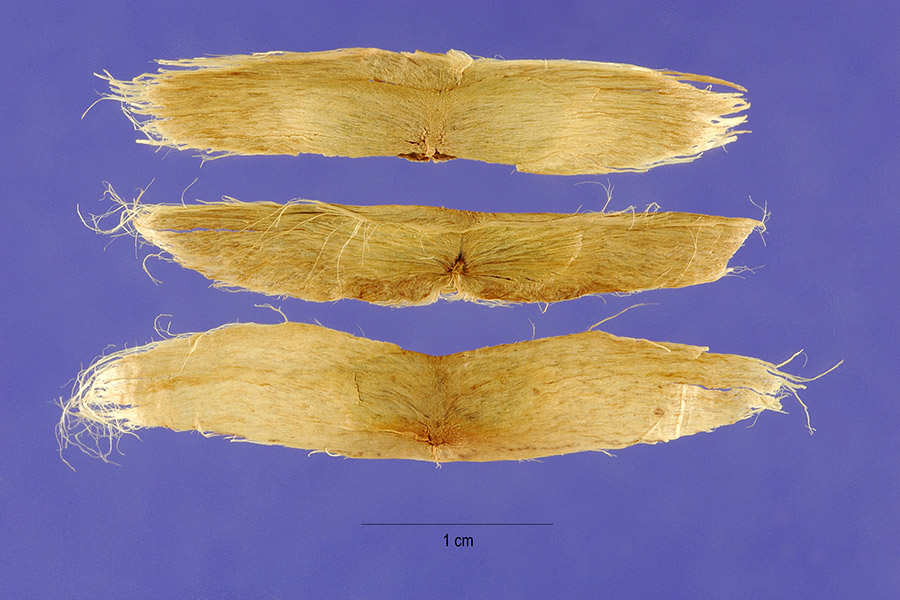
Samen von Catalpa speciosa

### Vegetative Merkmale
Catalpa-Arten wachsen als halbimmergrüne (vier Arten) oder laubabwerfende (sechs Arten) Bäume. Die gegenständig oder in Wirteln an den Zweigen angeordneten Laubblätter sind in Blattstiel und Blattspreite gegliedert. Die Blattspreite ist meist einfach und ganzrandig, selten gelappt. Die Blattunterseite ist an den Verzweigungen der Blattadern purpurfarben drüsig punktiert. Es sind keine Nebenblätter vorhanden.

### Generative Merkmale
Die endständigen, rispigen, schirmtraubigen oder traubigen Blütenstände enthalten Trag- und Deckblätter. Die zwittrigen Blüten sind zygomorph und fünfzählig mit doppeltem Perianth. Die fünf häutigen Kelchblätter sind glockenförmig verwachsen und zweilippig oder im oberen Bereich ungleichmäßig gelappt. Die fünf Kronblätter sind glockenförmig verwachsen und zweilippig, wobei die Oberlippe zweilappig und die Unterlippe dreilappig ist. Die Grundfarbe der Kronblätter kann weiß, rosafarben oder cremegelb (nur Catalpa ovata und Catalpa tibetica) sein, oft sind andersfarbige Teilbereiche vorhanden. An der Basis der Kronröhre entspringen nur zwei fertile Staubblätter, die die Krone nicht überragen. Es sind drei kleine Staminodien vorhanden. Der Diskus ist unauffällig. Zwei Fruchtblätter sind zu einem oberständigen, zweifächerigen Fruchtknoten verwachsen, der einige Samenanlagen enthält.
Die hängenden, langen, bleistiftförmigen Kapselfrüchte öffnen sich mit zwei dünnen Klappen und es ist ein schmales Septum vorhanden. Die in mehreren Reihen stehenden Samen sind gerundet und geflügelt und besitzen Haarbüschel an beiden Enden.

## Inhaltsstoffe
Alle Pflanzenteile – außer den Samen – sind leicht giftig und enthalten als Haupt-Giftstoff Catalpin (= Catalposid) sowie einige verwandte Stoffe.

## Sonstiges
Ein Schädling an Catalpa-Arten ist die Raupe von Ceratomia catalpae aus der Unterfamilie Sphinginae in der Familie Schwärmer (Sphingidae).
Als „Trompetenbaum“ werden auch die (stark giftigen) Engelstrompeten bezeichnet, die mit der Gattung Catalpa nicht näher verwandt sind. Die Trompetenblumen (Campsis) besitzen einen ähnlichen deutschen Trivialnamen, gehören allerdings wie die Gattung Catalpa zur Familie der Bignoniaceae.
Wegen des späten Blattaustriebs und des relativ frühen Blattabwurfs tragen Trompetenbäume auch den umgangssprachlichen Namen "Beamtenbaum" ("Kommt spät, geht früh").
Das Holz der Trompetenbäume wird gelegentlich auch als Tonholz für günstige Gitarren verwendet.

## Verbreitung
Von den etwa zehn Catalpa-Arten sind vier im gemäßigten Ostasien, vier Arten auf Karibischen Inseln und zwei Arten in Nordamerika beheimatet. In Europa wird die Art Catalpa bignonioides, die ursprünglich aus Nordamerika stammt, häufig als Zierpflanze verwendet.

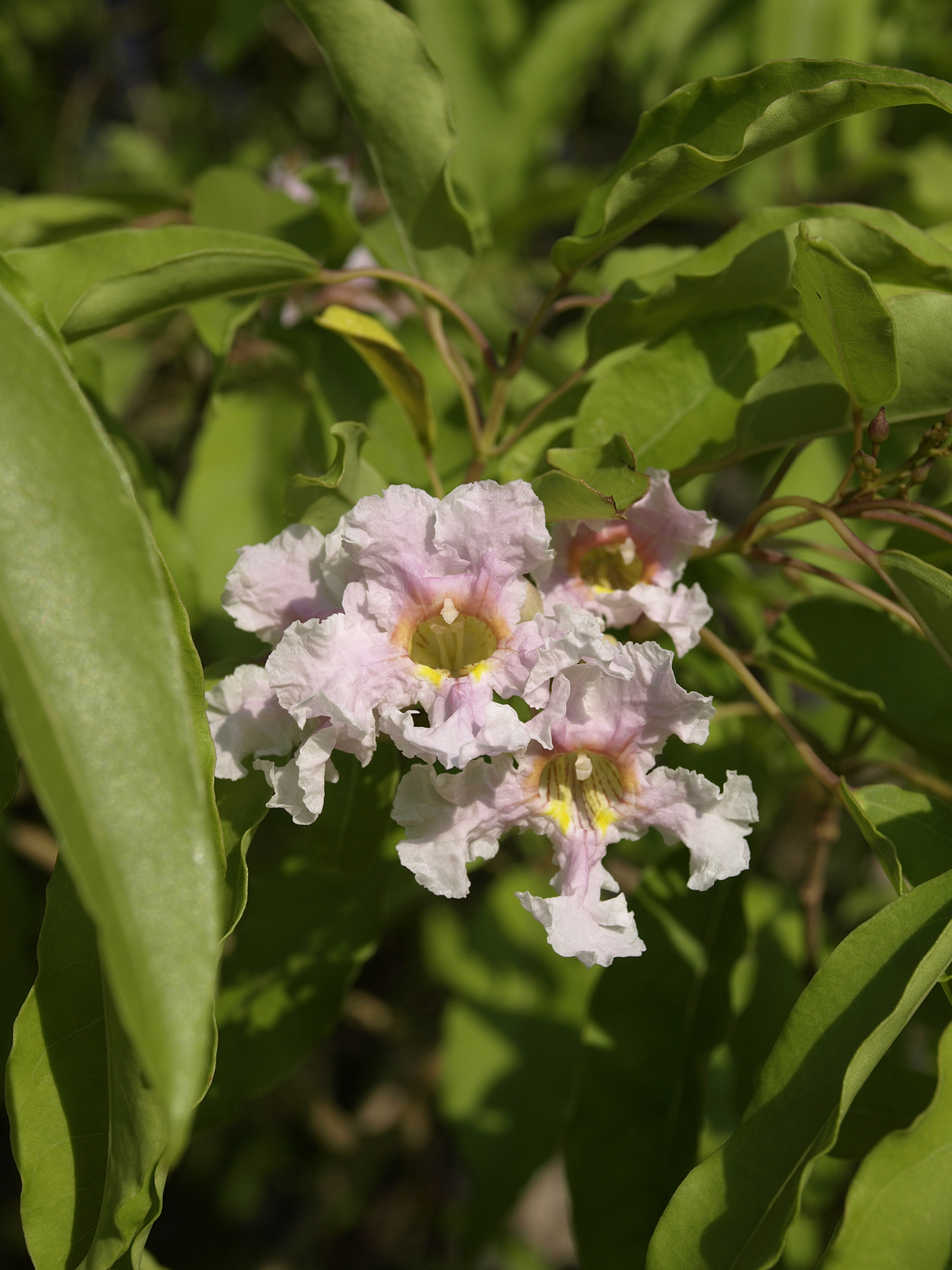
Sektion Macrocatalpa: Catalpa longissima

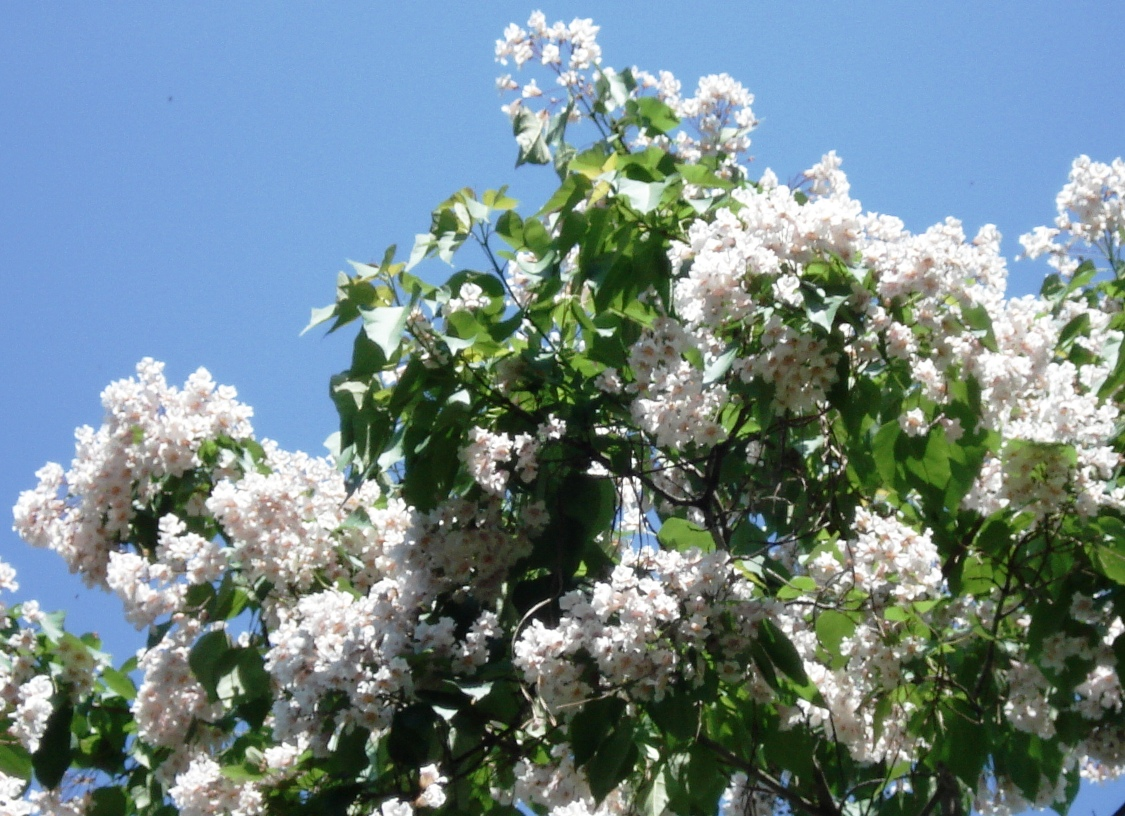
Sektion Catalpa: Blüten von Catalpa fargesii

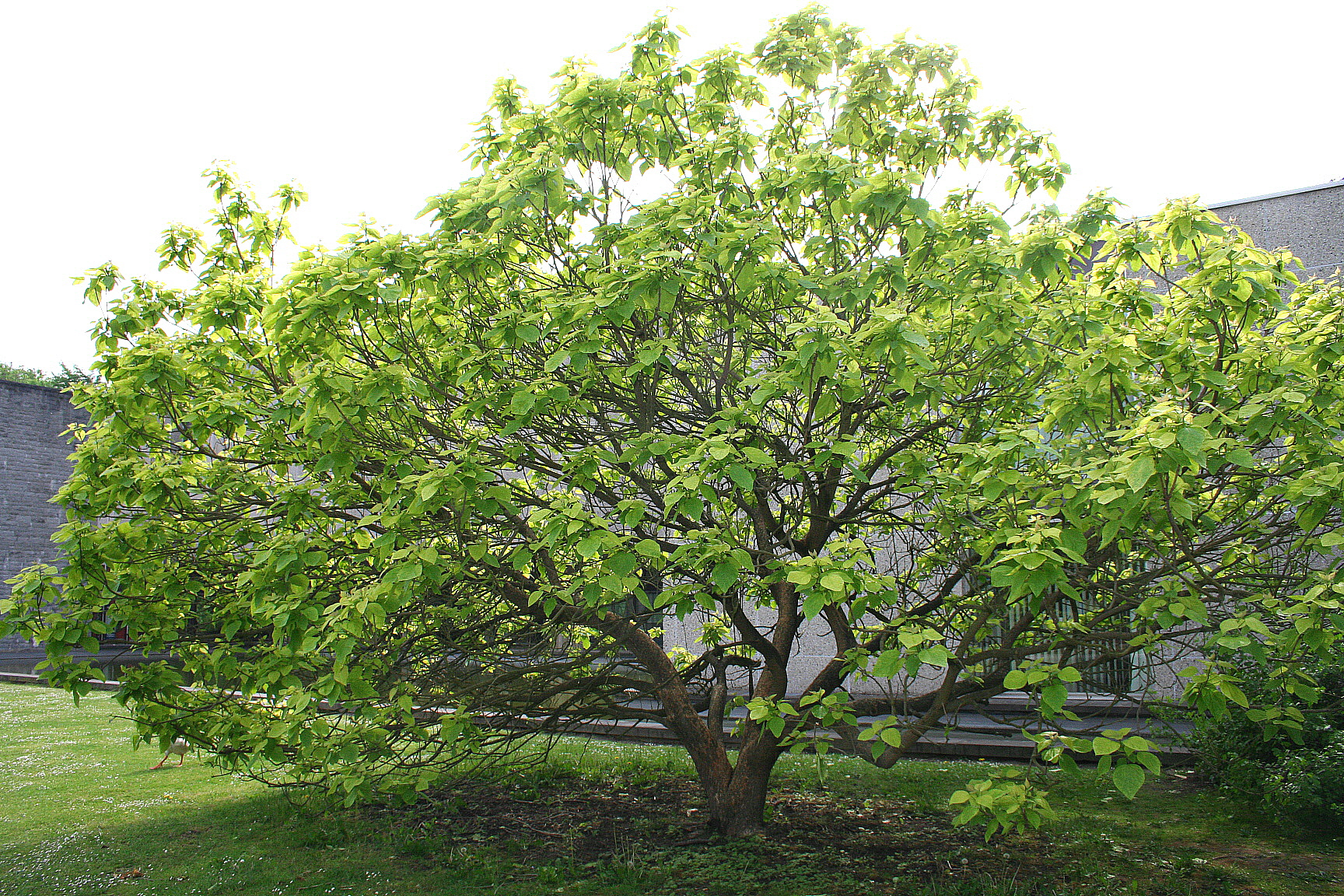
Habitus von Catalpa ×erubescens 'Pulverulenta'

## Systematik
Der Gattungsname Catalpa wurde 1777 durch Giovanni Antonio Scopoli in Introductio ad Historiam Naturalem, S. 170 erstveröffentlicht. Typusart ist Bignonia catalpa L., deren gültiger Name Catalpa ovata G.Don ist. Ein Synonym für Catalpa Scop. ist Macrocatalpa (Griseb.) Britton. Die Gattung Catalpa gehört zur Tribus Catalpeae DC. ex Meisn. in der Familie der Bignoniaceae. Seit Li 2008 sind die vier Macrocatalpa-Arten, die alle auf Karibischen Inseln beheimatet sind, in der Gattung Catalpa eingegliedert.
Es gibt etwa zehn Catalpa-Arten. Die Gattung Catalpa ist in zwei Sektionen gegliedert:
- Sektion Macrocatalpa Griseb.: Diese halbimmergrünen Arten sind auf den Karibischen Inseln beheimatet:
  - Catalpa brevipes Urban: Sie ist auf Kuba, Haiti und der Dominikanischen Republik beheimatet.[7]
  - Catalpa longissima (Jacq.) Dum. Cours.: Sie ist auf den Karibischen Inseln Hispaniola und Jamaika beheimatet.[7]
  - Catalpa macrocarpa Ekman: Sie ist auf den Bahamas und auf Kuba, Haiti und der Dominikanischen Republik beheimatet.[7]
  - Catalpa purpurea Griseb.: Sie kommt nur im östlichen Kuba und auf der Île de la Gonâve von Haiti vor.[7]
- Sektion Catalpa:
  - Gewöhnlicher Trompetenbaum (Catalpa bignonioides Walter, Syn.: Catalpa syringifolia Sims): Er ist in den südöstlichen US-Bundesstaaten Alabama, Florida, Georgia, Louisiana und Mississippi beheimatet.[7]
  - Catalpa bungei C.A.Mey. (Syn.: Catalpa syringifolia auct.): Sie ist in den chinesischen Provinzen Gansu, Hebei, Henan, Hunan, Jiangsu, Shaanxi, Shandong, Shanxi und Zhejiang beheimatet.[8]
  - Catalpa fargesii Bureau: Sie ist in den chinesischen Provinzen Gansu, Guangdong, Guangxi, Guizhou, Hebei, Henan, Hubei, Hunan, Shaanxi, Shandong, Sichuan und Yunnan beheimatet.[8] Hierher auch eine Sippe, die als Form, manchmal aber auch als Art angesehen wird:
    - Catalpa fargesii forma duclouxii (Don) Gilmour (Syn.: Catalpa duclouxii Dode)

  - Catalpa ovata G.Don: Sie ist in den chinesischen Provinzen Anhui, Gansu, Hebei, Heilongjiang, Henan, Hubei, Jiangsu, Jilin, Liaoning, Nei Monggol, Ningxia, Qinghai, Shaanxi, Shandong, Shanxi, Sichuan und Xinjiang beheimatet.[8]
  - Prächtiger Trompetenbaum (Catalpa speciosa Warder ex Teas): Er ist in den USA weitverbreitet.[7]
  - Catalpa tibetica Forrest: Sie gedeiht an Hängen und in Wäldern in Höhenlagen zwischen 2400 und 2700 Metern nur im südöstlichen Xizang und nordwestlichen Yunnan.[8]

Durch Kreuzung ist der sogenannte Hybrid-Trompetenbaum entstanden: 
- Catalpa ×erubescens Carrière (= Catalpa ovata × Catalpa bignonioides, Syn.: Catalpa ×hybrida hort. ex Späth): 
  - Catalpa ×erubescens nothovar. japonica (Dode) Paclt (Syn.: Catalpa ×hybrida var. japonica (Dode) Rehder, Syn.: Catalpa japonica Dode)